# Campeonato Sergipano de Futebol de 2021
O Campeonato Sergipano de Futebol de 2021 foi a 98º edição em 103 anos da divisão principal do campeonato estadual de Sergipe, cujo nome oficial é Campeonato Sergipano da Série A1. O Sergipe conquistou o título após superar o Lagarto na final do torneio.
Dez clubes participaram do torneio: os dois times tradicionais da capital Aracaju, o Confiança (campeão estadual no ano anterior) e o Sergipe; o Itabaiana da cidade homônima; Boca Júnior que voltou a mandar seus jogos em Cristinápolis; Dorense, Lagarto, Frei Paulistano, América de Pedrinhas, e Maruinense e Atlético Gloriense, respectivamente o campeão e vice da Série A2 de 2020.
O campeão e o vice conquistaram vagas na Copa do Brasil de 2022 e na Série D de 2022. Além disso, o campeão também garantiu participação na Copa do Nordeste de 2022.

## Transmissão
Os jogos terão transmissão pela TV ou internet, uma partida por rodada  aos sábados no canal TV Atalaia, os demais jogos da rodada serão transmitidos por pay-per-view na ITTV serviço de streaming da empresa itabaianense Itnet. Além das emissoras de rádio do estado de Sergipe.

## Regulamento
O Campeonato Sergipano de Futebol Profissional da Série A-1 de 2021 foi disputado em três fases:
a) 1ª Fase – Grupos
b) 2ª Fase – Semi Final
c) 3ª Fase – Final
Na primeira fase (grupos), os dez clubes foram distribuídos em dois grupos de cinco clubes cada, definidos em sorteio realizado em 14 de dezembro de 2020. As equipes do grupo A enfrentaram as equipes do grupo B em turno e returno. Após o término da 1ª fase, foram classificados para a fase seguinte os dois primeiros colocados de cada grupo. O último colocado de cada grupo foi rebaixado para o Campeonato Sergipano série A2 de 2022.
Os clubes do Grupo A definidos em sorteio foram: Sergipe (vice-campeão da Série A1 de 2020 e cabeça de chave), Itabaiana, América de Pedrinhas, Freipaulistano e Atlético Gloriense (vice-campeão da Série A2 de 2020).
Já os clubes do Grupo B definidos em sorteio foram: Confiança (Campeão da Série A1 de 2020 e cabeça de chave), Lagarto, Boca Júnior, Dorense e Maruinense (Campeão da Série A2 de 2020).
Para a segunda fase os cartões recebidos pelos atletas na fase anterior foram zerados, exceto os que tiveram que cumprir a suspensão automática.
A segunda fase (semifinal) teve os 4 clubes classificados da fase anterior distribuídos em dois grupos de dois clubes cada. Estes jogaram partidas de ida e volta, sendo que a equipe melhor classificada na primeira fase fez a partida de
volta em casa.
Os critérios de desempate para indicar o clube vencedor desta fase, foram os seguintes:
1. Maior saldo de gols nesta fase;
2. Equipe melhor classificada em todo campeonato
Na terceira fase, a final, os clubes classificados da fase anterior jogaram partidas de ida e volta, sendo que a equipe melhor classificada em todo campeonato fez a partida de volta em casa.
Os critérios de desempate para indicar o clube vencedor desta fase forma os seguintes:
1. Maior saldo de gols nesta fase;
2. Equipe melhor classificada em todo campeonato
As partidas da fase final só puderam ser realizadas nos seguintes estádios: Arena Batistão; Estádio Mendonção e Estádio Barretão.

### Critério de desempate
Os critério de desempate foram aplicados na seguinte ordem:
1. Maior número de vitórias
2. Maior saldo de gols
3. Maior número de gols pró (marcados)
4. Maior número de gols contra (sofridos)
5. Confronto direto
6. Sorteio

## Equipes participantes

### Promovidos e rebaixados
| Pos. | Rebaixados da Série A1 de 2020 |
| ---- | ------------------------------ |
| #    | Não houve                      |

| Pos. | Promovido da Série A2 de 2020 |
| ---- | ----------------------------- |
| 1º   | Maruinense                    |
| 2º   | Atlético Gloriense            |

### Informações das equipes
| Aumento | Equipe promovida da Série A2 de 2020 |

Notas
- BOC. ^  O Boca Júnior por falta de apoio do município de Carmópolis, voltou para sua sede de origem na cidade de Cristinápolis no sul sergipano.

- MAR [MAR] O Maruinense mandará suas partidas no estádio Fernando França em Carmópolis, pois, o Estádio Governador Antônio Carlos Valadares em Maruim está em estado de abandono.

## Primeira Fase
| Pos | Equipes              | Pts | J  | V | E | D | GP | GC | SG  |
| --- | -------------------- | --- | -- | - | - | - | -- | -- | --- |
| 1   | Itabaiana            | 19  | 10 | 5 | 4 | 1 | 12 | 8  | +4  |
| 2   | Sergipe              | 14  | 10 | 3 | 5 | 2 | 15 | 11 | +4  |
| 3   | Atlético Gloriense   | 10  | 10 | 2 | 4 | 4 | 12 | 16 | –4  |
| 4   | Freipaulistano       | 8   | 10 | 2 | 2 | 6 | 8  | 22 | –14 |
| 5   | América de Pedrinhas | 1   | 10 | 0 | 1 | 9 | 5  | 33 | –28 |

| Pos | Equipes     | Pts | J  | V | E | D | GP | GC | SG  |
| --- | ----------- | --- | -- | - | - | - | -- | -- | --- |
| 1   | Confiança   | 23  | 10 | 7 | 2 | 1 | 31 | 8  | +23 |
| 2   | Lagarto     | 20  | 10 | 6 | 2 | 2 | 19 | 8  | +11 |
| 3   | Boca Júnior | 16  | 10 | 4 | 4 | 2 | 13 | 6  | +7  |
| 4   | Maruinense  | 12  | 10 | 3 | 3 | 4 | 19 | 20 | –1  |
| 5   | Dorense     | 11  | 10 | 2 | 5 | 3 | 8  | 10 | –2  |

|  |                                    |
|  | Classificado para às Semifinais    |
|  | Rebaixados para a Série A2 de 2022 |

### Confrontos
|  |                     |  |        |  |                      |
|  | Vitória do Mandante |  | Empate |  | Vitória do Visitante |

Fonte: Federação Sergipana de Futebol.

### Desempenho por rodada
|    | 1   | 2         | 3         | 4         | 5         | 6         | 7         | 8         | 9         | 10        |
| GA | SER | ITABAIANA | ITABAIANA | ITABAIANA | ITABAIANA | ITABAIANA | ITABAIANA | ITABAIANA | ITABAIANA | ITABAIANA |
| GB | BOC | CON       | LAGARTO   | LAGARTO   | CON       | LAG       | CON       | CON       | CON       | CON       |

|    | 1       | 2       | 3       | 4       | 5       | 6       | 7       | 8       | 9       | 10      |
| GA | FRP     | AMÉRICA | AMÉRICA | AMÉRICA | AMÉRICA | AMÉRICA | AMÉRICA | AMÉRICA | AMÉRICA | AMÉRICA |
| GB | DORENSE | DORENSE | DORENSE | DORENSE | DORENSE | DORENSE | DORENSE | DORENSE | DORENSE | DORENSE |

### Tabela de jogos
| Sábado, 20 de fevereiro | Confiança               | 2 – 1 | Atlético Gloriense | Aracaju                 |  |
| 16:00                   | Willans 28' · Lucas 68' |       | 90+3' da Silva     | Estádio: Arena Batistão |  |

| Sábado, 20 de fevereiro | Lagarto                                               | 3 – 0 | América de Pedrinhas | Lagarto           |  |
| 20:00                   | Felipe Alves 21' · Júnior Mandacaru 33' · Charles 85' |       |                      | Estádio: Barretão |  |

| Quarta-feira, 24 de fevereiro | Maruinense        | 1 – 1 | Sergipe          | Carmópolis               |  |
| 15:15                         | Luiz Fernando 64' |       | Paulo Sérgio 65' | Estádio: Fernando França |  |

| Quarta-feira, 24 de fevereiro | Dorense | 0 – 0 | Itabaiana | Nossa Senhora da Glória  |  |
| 16:00                         |         |       |           | Estádio: Editon Oliveira |  |

| Domingo, 28 de fevereiro | Boca Júnior                                               | 3 – 0 | Freipaulistano | Cristinápolis     |  |
| 15:15                    | Felipe Augusto 12' · Igor Coutinho 22' · Antônio Luis 37' |       |                | Estádio: Geraldão |  |

| Sábado, 27 de fevereiro | Lagarto                                        | 3 – 1 | Sergipe     | Lagarto           |  |
| 16:00                   | Cristhian 58' · Charles 78' · Felipe Alves 86' |       | Josimar 31' | Estádio: Barretão |  |

| Terça-feira, 2 de março | Atlético Gloriense | 0 – 0 | Dorense | Nossa Senhora da Glória  |  |
| 16:00                   |                    |       |         | Estádio: Editon Oliveira |  |

| Quarta-feira, 3 de março | América de Pedrinhas | 0 – 6 | Confiança                                                                                        | Pedrinhas              |  |
| 15:15                    |                      |       | Lucas Barcelos 12' (pen), 19' · Cristiano 64', 76' · Francisco Wellington 82' (pen) · Caique 86' | Estádio: Roberto Silva |  |

| Quarta-feira, 3 de março | Freipaulistano | 0 – 0 | Maruinense | Frei Paulo               |  |
| 16:00                    |                |       |            | Estádio: Jairton Menezes |  |

| Quarta-feira, 3 de março | Itabaiana       | 1 – 0 | Boca Júnior | Itabaiana          |  |
| 20:15                    | Rafael Cruz 11' |       |             | Estádio: Mendonção |  |

| Sábado, 6 de março | Dorense | 0 – 3 | Sergipe                                        | Nossa Senhora das Dores  |  |
| 15:15              |         |       | Hiago 13' · Paulo Sérgio 48' · Erick Romão 77' | Estádio: Ariston Azevedo |  |

| Sábado, 6 de março | Lagarto                                                      | 4 – 1 | Freipaulistano | Lagarto           |  |
| 16:00              | Charles de Queiroz 12' · Felipe Alves 15', 51' · Janison 47' |       | Wayni 84'      | Estádio: Barretão |  |

| Domingo, 7 de março | Maruinense                                                                                  | 7 – 2 | América de Pedrinhas          | Carmópolis               |  |
| 15:15               | Aderlan 20' · Luiz Fernando 34', 71' · Valdir Henrique 48' (pen), 54' · José Lucas 65', 75' |       | Augusto César 60' · Erany 63' | Estádio: Fernando França |  |

| Domingo, 7 de março | Boca Júnior                      | 2 – 1 | Atlético Gloriense | Cristinápolis     |  |
| 15:15               | Guilherme 10' · Antônio Luis 11' |       | Lucas Rian 47'     | Estádio: Geraldão |  |

| Quarta-feira, 17 de março | Itabaiana              | 2 – 1 | Confiança        | Itabaiana          |  |
| 17:00                     | Ramon 12' · Tessio 64' |       | Nery Bareiro 17' | Estádio: Mendonção |  |

| Quarta-feira, 10 de março | Sergipe         | 1 – 1 | Boca Júnior   | Aracaju                    |  |
| 15:15                     | Abner 86' (pen) |       | Elivelton 33' | Estádio: Adolfo Rollemberg |  |

| Sábado, 13 de março | Atlético Gloriense | 0 – 2 | Lagarto                    | Nossa Senhora da Glória  |  |
| 16:00               |                    |       | Manoel 56' · Guilherme 61' | Estádio: Editon Oliveira |  |

| Quarta-feira, 17 de março | América de Pedrinhas | 1 – 1 | Dorense     | Pedrinhas              |  |
| 15:15                     | Kleiton 68' (pen)    |       | Luciano 27' | Estádio: Roberto Silva |  |

| Sábado, 20 de março | Itabaiana                              | 2 – 1 | Maruinense          | Itabaiana          |  |
| 20:15               | Pedro Henrique 63' · Hugo Teixeira 89' |       | Valdir Henrique 71' | Estádio: Mendonção |  |

| Quarta-feira, 31 de março | Freipaulistano    | 1 – 3 | Confiança                              | Frei Paulo               |  |
| 15:30                     | Alisson 37' (pen) |       | Bruno Roberto 35' · Cristiano 47', 46' | Estádio: Jairton Menezes |  |

| Domingo, 21 de março | Dorense                              | 2 – 0 | Freipaulistano | Nossa Senhora das Dores  |  |
| 15:15                | Lucas Rocha 56' (pen) · Benilton 69' |       |                | Estádio: Ariston Azevedo |  |

| Domingo, 21 de março | Boca Júnior                   | 2 – 0 | América de Pedrinhas | Cristinápolis     |  |
| 15:15                | Felipe Augusto 53', 60' (pen) |       |                      | Estádio: Geraldão |  |

| Terça-feira, 23 de março | Maruinense                                                               | 5 – 3 | Atlético Gloriense                     | Carmópolis               |  |
| 15:15                    | Valdir Henrique 10', 57' · Yasly 38' · Matheus Felipe 51' · Vinicius 64' |       | Lucas Rian 71', 93' · José Ramalho 77' | Estádio: Fernando França |  |

| Quarta-feira, 24 de março | Lagarto | 0 – 2 | Itabaiana                       | Lagarto           |  |
| 16:00                     |         |       | Pedro Henrique 26' · Tessio 59' | Estádio: Barretão |  |

| Quarta-feira, 14 de Abril | Confiança                 | 2 – 1 | Sergipe         | Aracaju                 |  |
| 16:00                     | Willians 12' · Isaque 77' |       | Erick Romão 39' | Estádio: Arena Batistão |  |

| Sábado, 27 de março | Freipaulistano | 1 – 1 | Boca Júnior | Frei Paulo               |  |
| 15:15               | Alisson 44'    |       | Evandro 20' | Estádio: Jairton Menezes |  |

| Sábado, 27 de março | Sergipe                                          | 3 – 0 | Maruinense | Itabaiana          |  |
| 16:00               | Erick Romão 22' · Thiago Silvy 31' · Josimar 36' |       |            | Estádio: Mendonção |  |

| Domingo, 28 de março | América de Pedrinhas | 0 – 3 | Lagarto                                 | Pedrinhas              |  |
| 15:30                |                      |       | Elivelton 19' · Guilherme 76' · Yan 86' | Estádio: Roberto Silva |  |

| Domingo, 28 de março | Itabaiana | 0 – 0 | Dorense | Itabaiana          |  |
| 16:00                |           |       |         | Estádio: Mendonção |  |

| Sábado, 17 de abril | Atlético Gloriense | 1 – 1 | Confiança      | Nossa Senhora da Glória  |  |
| 16:00               | José Alisson 35'   |       | Luan Bueno 76' | Estádio: Editon Oliveira |  |

| Sábado, 3 de abril | Dorense                                 | 2 – 3 | Atlético Gloriense                           | Nossa Senhora das Dores  |  |
| 15:15              | Benilton 51' (pen) · David de Paula 66' |       | Carlos Henrique 14', 85' (pen) · Elisson 73' | Estádio: Ariston Azevedo |  |

| Sábado, 3 de Abril | Sergipe                               | 2 – 2 | Lagarto                         | Aracaju                 |  |
| 16:00              | Matheus Morais 37' · Thiago Silvy 76' |       | Márcio Sérgio 30' · Valdeir 55' | Estádio: Arena Batistão |  |

| Domingo, 4 de abril | Boca Júnior   | 1 – 1 | Itabaiana          | Cristinápolis     |  |
| 15:15               | Elivelton 59' |       | Pedro Henrique 69' | Estádio: Geraldão |  |

| Domingo, 4 de abril | Maruinense | 0 – 3 | Freipaulistano                       | Aracaju                    |  |
| 15:15               |            |       | Jardeu 38' · Wayni Henrique 67', 73' | Estádio: Adolfo Rollemberg |  |

| Quarta-feira, 21 de Abril | Confiança                                            | 3 – 0 | América de Pedrinhas | Aracaju                 |  |
| 16:00                     | Marcelinho 34' · Da Silva 80' (og) · Neto Berola 87' |       |                      | Estádio: Arena Batistão |  |

| Sábado, 10 de abril | Freipaulistano | 0 – 1 | Lagarto     | Itabaiana          |  |
| 16:00               |                |       | Jailson 60' | Estádio: Mendonção |  |

| Quarta-feira, 14 de abril | Atlético Gloriense | 0 – 0 | Boca Júnior | Nossa Senhora da Glória  |  |
| 16:00                     |                    |       |             | Estádio: Editon Oliveira |  |

| Domingo, 18 de Abril | Sergipe         | 1 – 1 | Dorense      | Aracaju                 |  |
| 16:00                | Erick Romão 25' |       | Benilton 51' | Estádio: Arena Batistão |  |

| Sábado, 24 de Abril | Confiança                                                              | 4 – 1 | Itabaiana          | Aracaju                 |  |
| 16:00               | Marcelinho 31' · Williams Santana 45' · Bruninho 60' · Rafael Vila 62' |       | Pedro Henrique 75' | Estádio: Arena Batistão |  |

| Terça-feira, 27 de abril | América de Pedrinhas          | 2 – 3 | Maruinense                                   | Pedrinhas              |  |
| 15:30                    | Sorin 39' · Rafinha 51' (pen) |       | Matheus Felipe 14' · Ueslei 59' · Valdir 79' | Estádio: Roberto Silva |  |

| Domingo, 11 de abril | Maruinense | 0 – 2 | Itabaiana                         | Aracaju                    |  |
| 15:15                |            |       | Geovanio 01' · Pedro Henrique 75' | Estádio: Adolfo Rollemberg |  |

| Sábado, 24 de abril | Dorense                | 2 – 0 | América de Pedrinhas | Nossa Senhora das Dores  |  |
| 15:15               | Luciano 34' · Tata 56' |       |                      | Estádio: Ariston Azevedo |  |

| Terça-feira, 27 de abril | Boca Júnior | 0 – 1 | Sergipe            | Cristinápolis     |  |
| 15:15                    |             |       | Hitalo Rogério 22' | Estádio: Geraldão |  |

| Quarta-feira, 28 de abril | Confiança                                                                                    | 8 – 0 | Freipaulistano | Aracaju                 |  |
| 16:00                     | Bruninho 15', 55', 64' (pen), 68' · Éverton 49' · Lucas Barcelos 74', 76' · Luciano Juba 86' |       |                | Estádio: Arena Batistão |  |

| Quarta-feira, 28 de abril | Lagarto | 0 – 1 | Atlético Gloriense | Lagarto           |  |
| 16:00                     |         |       | Talles 85'         | Estádio: Barretão |  |

| Sábado, 1 de maio | Freipaulistano                    | 2 – 0 | Dorense | Frei Paulo               |  |
| 15:15             | Alisson 46' (pen) · Alexandre 92' |       |         | Estádio: Jairton Menezes |  |

| Sábado, 1 de maio | América de Pedrinhas | 0 – 3 | Boca Júnior                                            | Pedrinhas              |  |
| 15:15             |                      |       | Elivelton 16' · Adelvan 59' · Felipe Augusto 61' (pen) | Estádio: Roberto Silva |  |

| Sábado, 1 de maio | Atlético Gloriense       | 2 – 2 | Maruinense                    | Nossa Senhora da Glória  |  |
| 15:15             | Alisson 10' · Talles 54' |       | Azevedo 32' · Talles 39' (og) | Estádio: Editon Oliveira |  |

| Sábado, 1 de maio | Sergipe  | 1 – 1 | Confiança       | Aracaju                 |  |
| 16:00             | Doda 27' |       | Neto Berola 20' | Estádio: Arena Batistão |  |

| Sábado, 1 de maio | Itabaiana      | 1 – 1 | Lagarto              | Itabaiana          |  |
| 16:00             | Thiaguinho 20' |       | Cristhian Aguada 43' | Estádio: Mendonção |  |

## Fase final
Em itálico, as equipes que disputarão a primeira partida como mandante. Em negrito, as equipes classificadas.
|  | Semifinais | Semifinais | Semifinais | Semifinais |   |         | Final | Final | Final | Final |
|  |            |            |            |            |   |         |       |       |       |       |
|  | Itabaiana  | 0          | 0          | 0          |   |         |       |       |       |       |
|  | Lagarto    | 2          | 2          | 4          |   |         |       |       |       |       |
|  | Lagarto    | 2          | 2          | 4          |   | Lagarto | 1     | 1     | 2     |       |
|  |            |            |            |            |   | Lagarto | 1     | 1     | 2     |       |
|  |            | Sergipe    | 3          | 0          | 3 |         |       |       |       |       |
|  | Confiança  | Sergipe    | 3          | 0          | 3 | 0       | 0     | 0     |       |       |
|  | Confiança  |            |            |            |   | 0       | 0     | 0     |       |       |
|  | Sergipe    | 0          | 1          | 1          |   |         |       |       |       |       |

##### Finais
Ida
| 15 de maio | Sergipe | 3 – 1 | Lagarto | Arena Batistão, Aracaju                                      |
| 16:00      |         |       |         | Público: Portões fechados Árbitro: SE Thaylane de Melo Costa |

| Sergipe | Lagarto |

Volta
| 22 de maio | Lagarto  | 1 – 0 | Sergipe | Estádio Barretão, Lagarto                                     |
| 16:00      | Neto 90' |       |         | Público: Portões fechados Árbitro: SE Fábio Augusto Santos Sá |

### Premiação
| Campeonato Sergipano de Futebol de 2021 |
| Sergipe                                 |
| --------------------------------------- |
| Sergipe Campeão (36° título)            |

## Classificação Geral
- Obrigatoriamente os finalistas devem ocupar a 1ª e 2ª colocação respectivamente.
- Obrigatoriamente os semifinalistas devem ocupar a 3ª e 4ª colocação respectivamente.